# Anton Pavlovič Čehov
Anton Pavlovič Čehov [antón páu̯lovič čéhov-] (rusko Анто́н Па́влович Че́хов), ruski pisatelj, * 29. januar (17. januar – julijanski) 1860, Taganrog, Ruski imperij, † 15. julij (2. julij – julijanski) 1904, Badenweiler, Nemško cesarstvo.
Bil je dramatik in pisec kratkih zgodb. Večinoma velja za enega najboljših pisateljev vseh časov; kot dramatik je napisal štiri klasike, njegove kratke zgodbe pa pisatelji in kritiki visoko cenijo. Skupaj s Henrikom Ibsenom in Augustom Strindbergom se Čehov omenja kot eden od treh ključnih začetnikov zgodnje moderne v gledališču. Poklicno je bil Čehov zdravnik. Nekoč je dejal, da je medicina njegova »zakonska žena«, književnost pa »ljubica«.
Po slabem sprejemu drame Galeb se je Čehov gledališču leta 1896 odpovedal, toda igro je Konstantin Stanislavski v Moskovskem umetnostnem gledališču ponovno obudil leta 1898 in je požela pohvale. Isto gledališče je produciralo Strička Vanjo in izvedlo premiere njegovih zadnjih dveh del, Treh sester in Češnjevega vrta. Ta štiri dela predstavljajo izziv tako za ansambel kot tudi za publiko, saj Čehov namesto običajnega dogajanja ponuja »gledališče razpoloženja« in »življenje, potopljeno v besedilo«. Igre, ki jih je pisal Čehov, niso bile zapletene, enostavno pa jim je bilo slediti in so ustvarile nekakšno tesnobno vzdušje za publiko.
Čehov je zgodbe začel pisati, da bi zaslužil denar, vendar so njegove umetniške ambicije rastle in uvedel je oblikovne inovacije, ki so vplivale na razvoj sodobne kratke zgodbe. Ni se opravičil za težave, ki jih je to predstavljalo za bralce, in je vztrajal, da je vloga umetnika, da postavlja vprašanja, in ne, da odgovarja nanje.
Pokopan je na moskovskem pokopališču Novodevičje.

## Življenjepis

### Otroštvo
Anton Pavlovič Čehov je bil rojen na dan sv. Antona, 29. januarja 1860 (17. januarja po julijanskem koledarju) v Taganrogu, trgovskem pristaniškem mestu ob Azovskem morju na jugu Rusije, na Policejski (Policijski) ulici, pozneje poimenovani ulica Čehova. Bil je tretji od šestih preživelih otrok; imel je dva starejša brata, Aleksandra in Nikolaja, ter tri mlajše sorojence, Ivana, Marijo in Mihaila. Njegov oče Pavel Jegorovič Čehov je bil sin bivšega tlačana in njegove žene in je prihajal iz vasi Olhovatka v Voroneški guberniji in je imel trgovino z živili. Bil je vodja župnijskega cerkvenega zbora, goreč pravoslavni kristjan in fizično nasilen oče. Nekateri zgodovinarji ga vidijo kot model za številne portrete hipokrizije v delih njegovega sina. Mati Čehova, Jevgenija Morozova, je bila odlična pripovedovalka zgodb in je zabavala otroke z zgodbami s svojih potovanj širom Rusije s svojim očetom, prodajalcem blaga. »Svoje talente smo dobili od očeta,« se je Čehov spominjal, »dušo pa od matere«.
Mladi Čehov je obiskoval grško šolo in fantovsko gimnazijo v Taganrogu (zdaj Gimnazija Čehova). Tam je ponavljal razred zaradi padca na izpitu iz stare grščine. Pel je v grškem pravoslavnem samostanu v Taganrogu in v zborih njegovega očeta. V pismu iz leta 1892 je pri opisovanju svojega otroštva uporabil besedo »trpljenje« in se spominjal:
Ko smo z brati stali na sredi cerkve in peli trio »Naj bo moja molitev uslišana« ali »Glas nadangela«, so nas vsi gledali s čustvi in zavidali našim staršem, toda mi smo se tisti trenutek počutili kot majhni obsojenci.
Pozneje je odrasli Čehov kritiziral ravnanje brata Aleksandra s svojo ženo in otroki ter ga je opomnil na tiranijo njunega očeta Pavla: »Naj te prosim, da se spomniš, da sta tvoji materi mladost uničila despotizem in laganje. Despotizem in laganje sta tako pohabila naše otroštvo, da je nagnusno in strašljivo razmišljati o tem. Spomni se groze in gnusa, ki smo ju takrat čutili, kadar se je oče razjezil, ker je bilo v juhi preveč soli, in je mater imenoval za neumno.«
Leta 1876 je oče Čehova razglasil bankrot, potem ko je preveč obremenil svoje finance z gradnjo nove hiše, pri čemer ga je prevaral pogodbenik po imenu Mironov. Pred zaporom je zbežal v Moskvo, kjer sta njegova starejša sinova, Aleksander in Nikolaj, obiskovala univerzo. V Moskvi je družina živela v revščini. Mati Čehova je bila po tej izkušnji fizično in čustveno zlomljena.
Anton je ostal v domačem kraju, da bi prodal preostalo družinsko imetje in zaključil šolanje. V Taganrogu je ostal še tri leta in se šolal pri možu po imenu Serlivanov, ki je kot Lopahin v Češnjevem vrtu plačal varščino za družino za ceno njihove hiše. Čehov je moral plačevati za svoje izobraževanje, kar mu je uspelo med drugim z zasebnim inštruiranjem, lovom in prodajo liščkov ter prodajo kratkih skic časopisom. Vsak rubelj, ki ga je privarčeval, je poslal družini v Moskvo, skupaj z duhovitimi pismi, da bi jih razvedril.
Kot najstnik je redno obiskoval taganroško gledališče, kjer so ga navduševali in navdihovali vaudevilli, italijanske opere in popularne komedije.
V tem času je Čehov veliko in analitično bral, vključno z deli Cervantesa, Turgenjeva, Gončarova in Schopenhauerja, napisal je pa tudi komično dramo Brez očeta, ki jo je njegov brat Aleksander zavrnil kot »neopravičljivo, čeprav nedolžno izmišljotino«. Imel je tudi niz ljubezenskih razmerij, med drugim z učiteljevo ženo. Leta 1879 je zaključil šolanje v Taganrogu in se preselil k družini v Moskvo, kjer je bil sprejet v medicinsko šolo na Prvi moskovski državni medicinski univerzi I. M. Sečenova.
Zaradi slabih izkušenj pri tem je kasneje postal ateist.

### Zgodnje obdobje pisateljevanja
Čehov je v Moskvi prevzel odgovornost za celo družino. Da jih je podpiral in da je lahko plačal stroške šolanja, je pisal duhovite skeče in vinjete o sodobnem ruskem življenju, veliko jih je napisal pod psevdonimom »Antoša Čehonte« (Антоша Чехонте) in »Človek brez vranice« (Человек без селезенки). Njegovo domiselno pisanje mu je prineslo sloves satiričnega kronika ruskega pouličnega življenja in leta 1882 je pisal za literarni tednik Oskolki (»Iveri«) NIkolaja Lejkina, enega od vodilnih založnikov tistega časa. Ton Čehova je bil v tem obdobju ostrejši kot v njegovih zrelih delih.
Študij je zaključil leta 1884 in postal zdravnik, poklic, ki ga je opravljal do konca življenja. Kot zdravnik je zaslužil malo, saj je revne zdravil brezplačno.
V letih 1884 in 1885 je Čehov začel kašljati kri in leta 1886 so se ti napadi poslabšali, vendar za svojo tuberkolozo ni povedal niti družini niti prijateljem. Lejkinu je priznal: »Bojim se pristati na zdravljenje, ker bi za to slišali moji kolegi.« Še naprej je pisal za tednike in služil dovolj denarja, da se je družina selila v čedalje boljša stanovanja.
Na začetku leta 1886 so ga povabili k pisanju za enega od najbolj priljubljenih časopisov v Sankt Peterburgu, Novoje vremja (Novi čas), katerega urednik in lastnik je bil milijonar in magnat Aleksej Suvorin, ki je plačal na vrstico dvakrat toliko kot Lejkin in je dopuščal Čehovu trikrat več prostora. Suvorin je postal vseživljenjski in mogoče najbližji prijatelj Čehova.
Čehov je kmalu pritegnil pozornost književnikov, pa tudi javnosti. Štiriinšestdesetletni Dmitrij Grigorovič, takratni priznani ruski pisatelj, je po branju njegove kratke zgodbe »Lovec« pisal Čehovu: »Ti imaš resnični talent, talent, ki te postavlja na prvo mesto med pisatelji nove generacije.« Čehovu je tudi svetoval, naj se upočasni in piše manj ter se osredotoči na kakovost.
Čehov je odgovoril, da ga je pismo udarilo »kot strela«, in priznal: »Svoje zgodbe sem pisal, kot poročevalci pišejo svoje zapiske o požarih – mehanično, polzavestno, ne skrbeč niti o bralcu, niti o sebi.« Spoznanje je morda naredilo Čehovu slabo uslugo, saj zgodnji zapiski razkrivajo, da je pogosto pisal z ekstremno skrbjo in se neprestano popravljal. Ne glede na to pa je nasvet Grigoroviča v šestindvajsetletniku prebudil resnejšo, umetniško ambicijo. Leta 1888 je po manjšem posredovanju Grigoroviča zbirka kratkih zgodb V mraku (V sumerkah) Čehovu prinesla prestižno Puškinovo nagrado »za najboljše književno delo, ki ga odlikuje visoka umetniška vrednost«.

### Prelomne točke
Leta 1887 se je Čehov, izčrpan od pretiranega dela in slabega zdravja, odpravil na izlet v Ukrajino, kjer se je zavedel lepote stepe. Po povratku je začel pisati kratko zgodbo »Stepa«, ki jo je imenoval »nekaj dokaj nenavadnega in preveč izvirnega« in je bila naposled objavljena v Severnem vestniku. V zgodbi, ki se premika z miselnimi procesi likov, Čehov prikliče v spomin potovanje s kočijo po stepi skozi oči mladega fanta, poslanega živeti proč od doma, in njegovih tovarišev, duhovnika in trgovca. »Stepo« imenujejo »slovar poetike Čehova« in predstavlja značilen napredek za Čehova ter izraža veliko kakovosti njegove zrele fikcije in mu je prineslo objavo v literarni reviji in ne časopisu.
Jeseni 1887 je direktor gledališča po imenu Korš pri Čehovu naročil igro. Rezultat je bila igra Ivanov, napisana v dveh tednih in uprizorjena tega novembra. Čeprav je bila ta izkušnja za Čehova »ogabna« in je v pismu bratu Aleksandru naslikal komični portret kaotičnega uprizarjanja, je bila igra hit in je bila v zmedo Čehova cenjena kot originalno delo.
Čeprav se Čehov tega takrat še ni popolnoma zavedal, so njegove igre, kot so Galeb (napisana leta 1895), Striček Vanja (napisana leta 1897), Tri sestre (napisana leta 1900) in Češnjev vrt (napisana leta 1903) služile kot revolucionarna hrbtenica za to, kar je zdravi razum z igro do dandanes: trud za rekreacijo in izražanje realizma kako ljudje resnično delujejo in govorijo drug z drugim. Ta realistična manifestacija človeških pogojev bi lahko ogrozila refleksijo v publiki glede tega, kaj pomeni biti človek.
Filozofija približevanja umetnosti igre ni bila samo neomajna, ampak tudi temelj igre v večini 20. stoletja in do dandanes. Mihail Čehov je imel Ivanova za ključni trenutek v intelektualnem razvoju in literarni karieri. Iz tega obdobja izvira opaženje Čehova, ki je postalo znano kot Pištola Čehova, dramatično načelo, ki zahteva, da je vsak element v zgodbi nujen in nenadomestljiv, vse ostalo pa se odstrani.
Odstrani vse, kar nima relevance za zgodbo. Če v prvem poglavju rečeš, da na steni visi puška, potem je treba v drugem ali tretjem poglavju nujno z njo streljati. Če z njo ne bo nihče streljal, potem ne bi smela viseti tam.— Anton Čehov
Smrt Čehovega brata Nikolaja zaradi tuberkuloze leta 1889 je navdahnila Turobno zgodbo, ki je bila tega septembra in govori o možu, ki se sooča s koncem življenja in ugotovi, da je bilo brez smisla. Mihail Čehov je beležil depresijo in vznemirjenost svojega brata po Nikolajevi smrti. Mihail je takrat raziskoval zapore v sklopu svojih pravnih študij. Anton Čehov je v iskanju smisla njegovega lastnega življenja kmalu postal obseden s težavo reforme zaporov.

### Sahalin
Leta 1890 se je Čehov odpravil na naporno potovanje z vlakom, kočijami in rečnimi parniki skozi Sibirijo na Ruski daljni vzhod in v katorgo (kazensko kolonijo) na otoku Sahalinu severno od Japonske. Tam je živel tri mesece in intervjuval na tisoče kaznjencev in naseljencev za popis. Pisma, ki jih je Čehov napisal med dvoinpolmesečnim potovanjem na Sahalin, veljajo za njegova najboljša. Njegove opazke svoji sestri o Tomsku so postala razvpita.
Tomsk je zelo dolgočasno mesto. Sodeč po pijandurah, ki sem jih spoznal, in po intelektualcih, ki so me prišli pozdravit v hotel, so tudi prebivalci zelo dolgočasni.
Čehov je na Sahalinu videl marsikaj, kar ga je pretreslo in razjezilo, vključno z bičanjem, poneverbo dobav in spolno suženjstvo žensk. Pisal je: »Včasih sem se počutil, kot da vidim skrajne meje človeške bede.« Zlasti ga je presenetila stiska otrok, ki so živeli v kazenski koloniji skupaj s svojimi starši. Na primer:
Na parniku na reki Amur proti Sahalinu je bil kaznjenec, ki je bil umoril svojo ženo in je nosil spone na svojih nogah. Z njim je bila njegova hči, šestletno dekletce. Opazil sem, da kamorkoli je kaznjenec odšel, je dekletce hitelo za njim, držeč se za njegove spone. Ponoči je otrok spal skupaj s kaznjenci in vojaki na kupu.
Čehov je pozneje zaključil, da dobrodelnost ni odgovor, temveč da je vlada dolžna vlagati v humano ravnanje s kaznjenci. Svoje ugotovitve je objavil v letih 1893 in 1894 v knjigi Ostrov Sahalin (Otok Sahalin), delu socialne znanosti in ne književnosti. Čehov je našel književni izraz za »pekel Sahalin« v svoji dolgi kratki zgodbi »Umor«, katere zadnje poglavje se dogaja na Sahalinu, kjer morilec Jakov ponoči nalaga premog in hrepeni po domu. Pisanje Čehova o Sahalinu, zlasti o tradicijah in navadah giljaškega ljudstva, je predmet trajne meditacije in analize v romanu Harukija Murakamija 1Q84. Prav tako je predmet pesmi Nobelovega nagrajenca Seamusa Heaneyja Čehov o Sahalinu (zbrano v delu Postaja otok). Rebecca Gould je primerjala knjigo Čehova o Sahalinu s knjigo Katherine Mansfield Zvezek Urewera (1907). Leta 2013 je igra 'Ruski Doktor', financirana iz Wellcome Trusta, ki jo je izvedel Andrew Dawson in raziskal profesor Jonathan Cole, raziskovala izkušnje Čehova na Sahalinu.

### Melihovo
Mihail Čehov, član gospodinjstva v Melihovem, je opisal obseg medicinskih obvez svojega brata:
 Od prvega dne, ko se je Čehov preselil v Melihovo, so se bolni začeli zbirati okrog njega z razdalje 20 km. Prihajali so peš ali na vozovih in pogosto so ga klicali k oddaljenim bolnikom. Včasih so že zgodaj zjutraj kmečke ženske in otroci stali pred njegovimi vrati in čakali.
Čehov je za zdravila porabil precejšnjo količino denarja, toda največ so ga stala večurna potovanja za obiske bolnih, kar mu je jemalo čas za pisanje. Je pa zdravniški poklic obogatil njegovo pisanje, saj ga je spravljal v intimni stik z vsemi sloji ruske družbe: bil je npr. priča nezdravim in utesnjujočim življenjskim pogojem kmetov, kar je uporabil v kratki zgodbi »Kmetje«. Obiskoval je tudi višje razrede in je v svojo beležko zabeležil: »Aristokrati? Ista grda telesa in fizična umazanost, ista brezzoba starost in ogabna smrt kot pri branjevkah.« V letih 1893 in 1894 je delal kot zdravnik zemstva v Zvenigorodu, ki ima številne sanatorije in počitniške domove. Tamkajšnja bolnišnica se imenuje po njem.
Leta 1894 je Čehov začel pisati igro Galeb v hišici, ki jo je zgradil v sadovnjaku v Melihovem. V dveh letih od vselitve na posestvo je obnovil hišo, se pričel ukvarjati s kmetovanjem in vrtnarjenjem, uredil sadovnjak in ribnik ter zasadil veliko dreves, za katera je po Mihailovih besedah »skrbel, kot da so njegovi otroci. Kot polkovnik Veršinin v njegovi igri Tri sestre, ki je gledal nanje in sanjal, kakšni bodo čez tristo ali štiristo let.«
Prva uprizoritev Galeba v Aleksandrinskem gledališču v Sankt Peterburgu 17. oktobra 1896 je bila polom in občinstvo je igro izžvižgalo, kar je Čehova tako prizadelo, da se je odpovedal gledališču. Toda na direktorja gledališča Vladimirja Nemiroviča Dančenka je igra naredila takšen vtis, da je prepričal svojega kolega Konstantina Stanislavskega, da je režiral novo izvedbo v inovativnem Moskovskem umetnostnem gledališču leta 1898. Občutek Stanislavskega za psihološki realizem in igralska zasedba sta uspešno prenesla skrite prefinjenosti iz besedila na oder in Čehovu vrnila zanimanje za pisanje iger. Umetnostno gledališče je izvedlo še nekaj iger Čehova in v naslednjem letu uprizorilo Strička Vanjo, ki ga je Čehov zaključil leta 1896. V zadnjih desetletjih svojega življenja je postal ateist.
Praviloma so njegova zgodnja dela zaznamovana s komedijo in lahkotnostjo. Objavljal je v vedno bolj prestižnih revijah. Leta 1888 je objavil zgodbo Stepa, razmeroma dolgo zahtevno zgodbo avtobiografske narave o otroškem pogledu na potovanje po Ukrajini. Humor nikoli ni povsem zapustil Čehovih del, kratke zgodbe in povesti so bile po letu 1888 znatno bolj resno zastavljene. Nekatere zgodbe so bile celo tragične študije osebnosti (Dolgočasna zgodba). Dela so bila izjemno cenjena kot klinična študija, kjer je uporabil Čehov tudi svoje medicinsko znanje pri zdravljenju psihičnih bolezni. Kliničnost pisanja je izpostavila tako medicinska znanost kot tudi prijazen humor do opisanih značajev. Pisanje je bilo cenjeno tudi zato, ker je bilo posledica občasno delujočega doktorja medicine. Mnogi kritiki so se lotili njegovih del ob vedno bolj prepoznavnem literarnem ugledu. Čehov je obiskal tudi zahodno Evropo skupaj s pomembnim lastnikom časopisa Novi časi, A.S. Suvorinom. Čehov se je zapletel v tedanje muke afere Alfreda Dreyfusa, kjer je podpiral judovskega častnika. Vedno bolj je razvijal tudi dramatično udejstvovanje. Čehova igra Leseni duh, štiridejanka, je bila kasneje obdelana in predelana v sedaj veliko bolj cenjeno delo Striček Vanja. Predelava se je zgodila med letoma 1890 in 1896 in bila objavljena 1897. Napisal je tudi druge farse kot so: Medved, Snubitev, Svadba, Jubilej.
Po medicinski oskrbi velike lakote 1891–1892, kjer je deloval kot zdravnik in zdravniški administrator, je kupil kmetijsko zemljišče v vasi Melihovo 60 km južno do Moskve. Tu je oskrbel svojo družino, ostarele starše in sestro, ki jih je že od mladega finančno podpiral. Gre za razmeroma bogato ustvarjalno obdobje, ki pa je literarno pomembno le zaradi odstopanja od sicer običajno sentimentalnega in nebrutalnega opisovanja ruskega kmečkega življenja. Čehov se loteva tudi opisovanja tako imenovane inteligence, izobraženega prebivalstva. Pri opisovanju velja za objektivnega pisca, celo pisca socioloških študij. Veliko da na zgled Leva Nikolajeviča Tolstoja, a ga ne prepriča njegovo stališče do zlega vedenja, še posebno pri zdravstveni negi. V zgodbi Oddelek št.6 (1892) je ostareli zdravnik, ki dopušča oz. ohranja nemogoče razmere v ambulanti duševnih bolnikov, prepuščen za kazen po spletki podrejenega istim razmeram kot pacienti. Čehov pa podpira zavezo Tolstoja, da prepričanja srednjega razreda ne vodijo vedno v pravo smer in da njegovi liki lahko dosežejo veliko dobrega z izbiro preprostega življenja. Liki so tako večkrat izpostavljeni grozi nedopolnjenih ali nedokončanih ambicij, a Čehov ne doseže načelne rešitve ali nauka, ki bi jim pomagal, tudi nauk zgodbe ni vedno jasen, nikoli pa prav izpostavljen. V tem obdobju napiše tudi eno samo dramo Utva, ki je bila napačno označena s strani pisca kot komedija. Drama o spopadu dveh generacij je bila veliko avtorjevo razočaranje, kasneje pa je dosegla vsaj ugledno in bolje sprejeto priredbo.

### Jalta
Marca 1897 je Čehov med obiskom Moskve utrpel veliko krvavitev v pljučih. S težavo so ga prepričali, da je obiskal kliniko, kjer so mu zdravniki diagnosticirali tuberkulozo na zgornjem delu pljuč in zahtevali, da spremeni življenjske navade.
Po očetovi smrti leta 1898 je Čehov kupil zemljišče na obrobju Jalte in zgradil Belo dačo, v katero se je naslednje leto vselil skupaj s svojo materjo in sestro. Čeprav je sadil drevesa in cvetje, imel pse ter sprejemal goste, kot sta bila Lev Tolstoj in Maksim Gorki, je bilo Čehovu vedno v olajšanje, ko je zapustil svojo »vročo Sibirijo« in odšel v Moskvo ali tujino. Obljubil je, da se bo preselil v Taganrog takoj, ko bo tam nameščen vodovod. V Jalti je zaključil še dve igri za Umetnostno gledališče, vendar je pisal z večjo težavo kot prej, ko je »pisal mirno, kot zdaj jé palačinke«. Po eno leto je porabil za pisanje Treh sester in Češnjevega vrta.
Imel je velike finančne težave in je leta 1899 prodal avtorske pravice vseh nedramskih del založniku A. F. Marxu za 75.000 rubljev, kar je po oceni nizek izkupiček. Čehov ni bil več prizadeven pisec besedil, posvečal se je pisanju iger.
25. maja 1901 se je Čehov zaradi neodobravanja porok v tajnosti poročil z Olgo Knipper, bivšo varovanko in občasno ljubico Vladimirja Nemiroviča Dančenka, ki jo je prvič srečal na vajah za Galeba. Do takrat je bil Čehov znan kot »najbolj izmuzljivi ruski književni samec«, saj je imel raje kratka razmerja in obiske javnih hiš kot zaveze. Nekoč je pisal Suvorinu:
Na vsak način se bom poročil, če ti to želiš. Ampak pod temi pogoji: vse mora biti kot doslej – tj. ona mora živeti v Moskvi, jaz pa bom živel na podeželju in k njej bom prihajal na obisk ... obljubim, da bom odličen mož, vendar mi daj ženo, ki bo kakor luna, ki se ne bo pojavila na nebu vsak dan.
Pismo se je izkazalo za preroško glede poročnih dogovorov z Olgo: on je živel večinoma na Jalti, ona pa v Moskvi, kjer je gradila igralsko kariero. Leta 1902 je doživela spontani splav in Donald Rayfield je ponudil dokaze na podlagi pisem para, da se je spočetje zgodilo ko sta bila Čehov in Olga ločena, čeprav so sodobni ruski strokovnjaki to trditev ovrgli. Literarna zapuščina tega zakona na daljavo je korespondenca, ki ohranja bisere zgodovine gledališča, vključno z deljenimi pritožbami glede režiserskih metod Stanislavskega in Čehovega nasveta Olgi glede igre v njegovih igrah.
Na Jalti je Čehov napisal eno svojih najbolj znanih zgodb, Damo s psičkom, ki upodablja kar sprva deluje kot običajno razmerje med ciničnim poročenim možem in nesrečno poročeno žensko, ki so srečata med počitnikovanjem na Jalti. Nihče od srečanja ne pričakuje nič trajnega. Vendar se nepričakovano postopoma zaljubita in na koncu tvegata škandal in varnost njunih družinskih življenj. Zgodba mojstrsko zajame njuna čustva do drug drugega, notranjo transformacijo, ki se zgodi v razočaranem moškem glavnem liku kot posledica globoke zaljubljenosti in njune nezmožnosti, da bi rešila dilemo med zapustitvijo svojih družin ali drug drugega.

### Smrt
Maja 1903 je Čehov obiskal Moskvo. Skoraj vsak dan ga je obiskal ugledni odvetnik Vasilij Maklakov, ki je tudi podpisal njegovo oporoko. Maja 1904 je bil Čehov smrtno bolan s tuberkulozo. Mihail Čehov se je spominjal, da so tisti, »ki so ga videli, potihem mislili, da je konec blizu, toda bližje koncu kot je bil, manj se je zdelo, da se je tega zavedal«. 3. junija se je z Olgo odpravil v nemško zdraviliščno mesto Badenweiler v Schwarzwaldu, od koder je svoji sestri Maši pisal navzven lahkotna pisma, v katerih je opisoval hrano in okolico ter jima z materjo zagotavljal, da se počuti bolje. V zadnjem pismu se je pritoževal glede načina, kako so se oblačile nemške ženske. Čehov je umrl 15. julija 1904 v starosti 44 let po dolgem boju s tuberkulozo, isto boleznijo, ki je ubila njegovega brata.
Smrt Čehova je postala ena od »velikih tem v književni zgodovini« – velikokrat ponovno opisana, olepšana in pripovedovana, med drugim v kratki zgodbi »Errand« Raymonda Carverja iz leta 1987. Leta 1908 je Olga opisala zadnje trenutke svojega moža:
Anton je sedel neobičajno zravnano in je rekel glasno in razločno (čeprav ni znal skoraj nič nemščine): Ich sterbe ('Umiram'). Zdravnik ga je pomiril, vzel brizgalko in mu dal injekcijo kafre ter naročil šampanjec. Anton je vzel poln kozarec, ga preučil, se mi nasmehnil in dejal: 'Dolgo nisem pil šampanjca'. Izpraznil ga je in tiho legel na svojo levo stran in imela sem ravno še toliko časa, da sem pritekla k njemu, se nagnila nad posteljo ter ga poklicala, toda nehal je dihati in je mirno spal kot otrok ...
Truplo Čehova je bilo prepeljano v Moskvo v hladilnem vagonu, namenjenem za ostrige, česar se je z ogorčenjem spominjal Gorki. Nekateri od tisočev žalujočih so po pomoti sledili pogrebni procesiji generala Kellerja, ki ga je spremljala vojaška godba. Čehova so pokopali poleg njegovega očeta na Novodevičjem pokopališču.

## Zapuščina
Nekaj mesecev pred smrtjo je Čehov povedal pisatelju Ivanu Buninu, da je prepričan, da bodo ljudje brali njegova dela sedem let. Bunin je vprašal: »Zakaj sedem?« »No, sedem in pol,« je odgovoril Čehov. »To ni slabo. Imam še šest let življenja.« Posmrtni ugled Čehova je njegova pričakovanja močno presegel. Ovacije za igro Češnjev vrt v letu njegove smrti so služile kot prikaz priznanja ruske javnosti do pisatelja, kar ga je postavilo na drugo mesto med književnimi zvezdniki, takoj za Tolstojem, ki je živel še šest let po smrti Čehova. Tolstoj je bil zgodnji občudovalec kratkih zgodb Čehova in je imel v knjigi omenjeno serijo prvorazrednih in drugorazrednih zgodb. V prvi kategoriji so bili: Otroci, Zborovska punca, Igra, Dom, Revščina, Ubežnik, Na socišču, Vanka, Gospe, Prestopnik, Fantje, Tema, Zaspan, Pomočnik in Dragi; v drugi pa Transgresija, Žalost, Veročka, Čudna dežela, Kuharjeva poroka, Dolgočasen posel, Preobrat, Oh! Javnost!, Maska, Ženska sreča, Živci, Poroka, Nemočno bitje in Kmečke žene.
Delo Čehova so hvalili tudi nekateri od najbolj vplivnih ruskih radikalnih političnih mislecev. Če je kdo dvomil v malodušje in revščino Rusije v 80. letih 19. stoletja je anarhistični teoretik Peter Kropotkin odgovoril »samo berite romane Čehova!« Raymond Tallis dodaja, da je Vladimir Lenin verjel, da ga je branje kratke zgodbe Oddelek št. 6 »naredilo revolucionarja«. Po branju zgodbe naj bi Lenin pripomnil: »Vsekakor sem imel občutek, da sem bil sam zaprt na Oddelku št. 6!«
V času življenja Čehova britanski in irski kritiki na splošno njegovega dela niso imeli za prijetnega; E. J. Dillon je menil, da »učinek zgodb Čehova na bralca je odpor na galerijo človeških izločkov, ki jo predstavljajo njegova muhavost in stanje brez hrbtenice, kar premika ljudi«, R. E. C. Long pa je dejal, da so »osebe Čehova odvratne in da Čehov uživa v slačenju zadnjih cunj dostojanstva s človeške duše«. Po njegovi smrti je bil Čehov ponovno ovrednoten. Prevodi Constance Garnetta so mu prinesli angelško govoreče bralce in občudovanje pisateljev, kot so bili James Joyce, Virginia Woolf in Katherine Mansfield, katere zgodba »Otrok, ki je bil utrujen« je podobna zgodbi Čehova »Utrujen«. Ruski kritik D. S. Mirsky, ki je živel v Angliji, je pojasnil priljubljenost Čehova v tej državi z njegovo »neobičajno celovito zavrnitvijo tega, kar lahko imenujemo herojske vrednote«. V sami Rusiji so Čehove drame po ruski revoluciji leta 1917 prenehale biti priljubljene, vendar so bile pozneje vključene v sovjetski kanon. Osebnost Lopahina je bila npr. ponovno izumljena kot junak novega reda, ki se dviga iz skromnega ozadja in na koncu poseduje posestva zemljiških posestnikov.
Kljub slovesu Čehovega kot dramatika, je William Boyd zatrdil, da njegove kratke zgodbe predstavljajo večji dosežek. Raymond Carver, ki je napisal kratko zgodbo »Opravek« o smrti Čehova je verjel, da je Čehov največji od vseh piscev kratkih zgodb: 
Zgodbe Čehova so čudovite (in nujne) tako zdaj, kot v času, ko so se pojavile. Ne gre le za velikansko število zgodb, ki jih je napisal, toda za to, da je malo število pisateljev, če sploh kdo, napisal več in za čudovito frekvenco s katero je pisal mojstrovine, zgodbe, ki nas osupljajo in povzročajo v nas čustva na način, na katerega to lahko naredi le prava umetnost.
Po književnem kritiku Danielu S. Burtu je Čehov eden od največjih in najbolj vplivnih pisateljev vseh časov.
Čehov je imel veliko sporov glede narave njegovih poznih iger, saj je želel ohraniti lahkotnost pri pisanju. Prava slava Čehovih iger je nastopila šele po prvi svetovni vojni. Ruska literarna znanost je primerno obdelala njegova dela šele 40 let po njegovi smrti, torej v obdobju po drugi svetovni vojni. Veder in optimističen pisec je sicer najbolj znan po svojih poznih igrah, a velja tudi za zanimivega pisca proze, kjer uvaja v pisanje tudi spoznanja sociologije, medicine, psihiatrije.

### Slog
Eden prvih ne-Rusov, ki je cenil igre Čehova, je bil George Bernard Shaw, ki je podnaslovil njegovo Hišo zlomljenih src »Fantazija na ruski način na angleške teme« in izpostavil podobnosti med zadrego britanskega zemljiškega plemstva in zadrego ruskih ustreznikov, ki so Čehova prikazali kot »isti prijazni ljudje, ista popolna nesmiselnost«.
Ernest Hemingway, še en pisec, na katerega je vplival Čehov, je bil bolj nejevoljen: »Čehov je napisal okrog šest dobrih zgodb. Toda bil je amaterski pisatelj.« Vladimir Nabokov je primerjal Čehova s Tolstojem in napisal »Čehova zelo ljubim. Vendar je uspel racionalizirati svoja čustva do njega: to lahko z lahkoto naredim do Tolstoja s prebliskom kakšnega nepozabnega odlomka, toda, ko si predstavljam Čehova z isto nepristranskostjo, je vse, kar lahko naredim, mešanica obupnih prozaizmov, pripravljenih vzdevkov, ponovitev, zdravnikov, neprepričljivih zapeljivk in tako naprej; ne glede na to pa so njegova dela tista, ki bi jih vzel na izlet na drugi planet.« Nabokov je imenoval Gospo s psom »eno od največjih zgodb vseh časov« v njeni upodobitvi problematičnega odnosa in opisal Čehova, kot da piše »na način, na katerega se en človek posreduje drugemu najpomembnejše stvari v njegovem življenju, počasi in brez premora, z rahlo obvladanim glasom«.
Za pisatelja Williama Boyda je bil zgodovinski dosežek Čehova to, da je opustil to, kar William Gerhardie imenuje »dogodkovna zgodba« za nekaj bolj »zamegljenega, prekinjenega, potolčenega ali drugače prebrkljanega z življenjem«.
Virginia Woolf je premišljevala o unikatni kakovosti zgodbe Čehova v Običajnem bralcu (1925):
Ampak vprašamo se, je to konec? Imamo bodisi občutek, da smo prekoračili naše signale, bodisi da se je ton ustavil brez, da bi ga končali pričakovani akordi. Te zgodbe so neprepričljive in nadaljujemo k oblikovanju kritike, ki temelji na predpostavki, da se zgodbe morajo zaključiti na tak način, kot ga mi prepoznamo. Pri tem početju se porajajo vprašanja o naši lastni usposobljenosti kot bralci. Kjer je zvok znan in na koncu so poudarjeni ljubitelji združeni, lopovi poraženi in spletke razkrite, kot je v viktorijanski fikciji, se komajda lahko zmotimo, toda kjer je zvok neznan in konec zaslišan ali ima komajda informacije, o katerih so govorili, kot je pri Čehovu, potrebujemo zelo drzni in bister smisel za književnost, da bi lahko slišali zvok in zlasti zadnje zvoke, ki zaključijo harmonijo.
Michael Goldman je dejal o izmuzljivi kakovosti komedij Čehova: »naučili smo se, da je Čehov komik, komik na zelo posebni, paradoksalni način. Njegove igre so odvisne, kakor je za komedijo običajno, od vitalnosti igralcev, da naredijo prijetno to, kar bi bilo drugače mučno nenavadno – neprimerni govori, izpuščene povezave, faux pas, jecljanje, otročarije - vendar kot del globljega patosa; jecljanje ni sramotna napaka, ampak energična, elegantna razveljavitev smisla.«

### Vpliv na dramsko umetnost
V Združenih državah je ugled Čehova začel rasti nekoliko pozneje, delno zaradi vpliva Stanislavskega sistema igre skupaj s svojo predstavo podteksta: Stanislavski je zapisal, da je »Čehov pogosto izražal svoje misli ne v govorih, temveč v premorih ali med vrsticami ali v odgovorih, ki jih je sestavljala samo ena beseda...osebe so pogosto čutile in mislile stvari, ki niso bile izražene v njihovih govorih.« Zlasti Group Theatre je razvil podtekstni pristop do drame in vplival na generacije ameriških dramatikov, scenaristov in igralcev, vključno s Cliffordom Odetsom, Elio Kazan in zlasti Leejem Strasbergom. Po drugi strani je Strasbergov Igralski studio in pristop Metodskega igranja vplival na veliko igralcev, vključno z Marlonom Brandojem in Robertom De Nirom, čeprav so bile do takrat tradicije Čehova morda že popačene s pretiravanjem z realizmom. Leta 1981 je dramatik Tennessee Williams prilagodil Galeba kot The Notebook of Trigorin. Eden od Antonovih nečakov, Michael Čehov, je tudi močno prispeval v sodobnemu gledališču, zlasti s svojimi unikatnimi metodami igranja, ki so še naprej razvile ideje Stanislavskega.
Alan Twigg, glavni urednik in izdajatelj kanadske književne revije B.C. BookWorld je napisal:
Trdimo lahko, da je Čehov drugi najbolj priljubljen pisatelj na planetu. Le Shakespeare je pred Čehovim v smislu filmske prilagoditve njihovih del, po filmski podatkovni bazi IMDB... Na splošno vemo manj o Čehovu kot o skrivnostnemu Shakespearu.
Čehov je vplival tudi na dela japonskih dramatikov, kot so Šimizu Kunio, Jōdži Sakate in Ai Nagai. Kritiki so opazili podobnosti med uporabo mešanice lahkega humorja in intenzivne upodobitve hrepenenja med Čehovim in Šimizujem. Sakate je priredil več iger Čehova in jih spremenil v splošni slog nō. Tudi Nagai je prilagodil več iger Čehova, vključno s Tremi sestrami in je spremenil njegov dramski slog v Nagajev slog satiričnega realizma, med tem ko je poudarjal socialne stiske, prikazane v igri.
Dela Čehova so prilagodili za zaslon, vključno z Galebom Sineyja Lumeta in Vanjo na 42. ulici Louisa Malleja. Zadnji trud Laurenceja Olivierja kot režiserja je bila adaptacija Treh sester iz leta 1970, v kateri je tudi igral v stranski vlogi. Njegovo delo je služilo tudi kot navdih in je bilo omenjeno v številnih filmih. V filmu Ogledalo Andreja Tarkovskega iz leta 1975 osebe govorijo o njegovi kratki zgodbi Oddelek št. 6. Čehov je vplival tudi na Woodyja Allena in omembe njegovih del so prisotne v veliko njegovih filmih, vključno s Ljubeznijo in smrtjo (1975), Notranjimi (1978) in Hanno ter njenimi sestrami (1986). Igre Čehova so pogosto omenjane tudi v drami Françoisa Truffauta iz leta 1980 Zadnji metro, ki je postavljen v gledališče. Češnjev vrt ima vlogo tudi v komediji Henryjev zločin (2011). Del odrske produkcije Treh sester se pojavi v drami Še vedno Alice iz leta 2014. Zmagovalni tujejezični film na Oskarjih 2022 Vozi moj avto se osredotoča na produkcijo Strička Vanje.
Več kratkih zgodb Čehova je bilo prilagojenih kot epizode v indijski antologoški televizijski seriji Katha Sagar. Še ena indijska televizijska serija z naslovom ČehovKi Dunija je bila predvajana na DD National v 1990-ih in je prilagodila različna dela Čehova.
Zmagovalni film Zlate palme Nurija Bilga Ceylana Zimsko spanje je bilo prilagojeno na podlagi kratke zgodbe Žena Antona Čehova.

## Dela

### Gledališke igre
- 1878: Platonov, tudi Drama brez naslova[145] (rus. Безотцовщина)
- 1884: Na veliki cesti (rus. На большой дороге)
- 1886: O škodljivosti tobaka (monolog v enem dejanju; rus. О вреде табака)
- 1886: Labodji spev (rus. Лебединая песня)
- 1887: Ivanov (drama v štirih dejanjih; rus. Иванов)
- 1888: Medved (šala v enem dejanju; rus. Медведь)
- 1888: Snubač (šala v enem dejanju; rus. Предложение)
- 1889: Tragik po sili (šala v enem dejanju; rus. Трагик поневоле)
- 1889: Svatba (predstava v enem dejanju; rus. Свадьба)
- 1889: Gozdni duh (komedija v štirih dejanjih; rus. Леший)
- 1891: Jubilej (šala v enem dejanju; rus. Юбилей)
- 1895: Galeb, tudi Utva (komedija v štirih dejanjih; rus. Чайка)
- 1896: Striček Vanja (prizori iz vaškega življenja v štirih dejanjih; rus. Дядя Ваня)
- 1901: Tri sestre (drama v štirih dejanjih; rus. Три сестры)
- 1903: Češnjev vrt (komedija v štirih dejanjih; rus. Вишнёвый сад)

### Povesti
- 1888: Stepa (rus. Степь)
- 1889: Dolgočasna storija (rus. Скучная история)
- 1891: Dvoboj (rus. Дуэль)
- 1892: Oddelek št. 6 (rus. Палата № 6)
- 1893: Pripoved neznanega človeka (rus. Рассказ неизвестного человека)
- 1893: Črni menih (rus. Чёрный монах)
- 1894: Tri leta (rus. Три года)
- 1896: Moje življenje (rus. Моя жизнь)

### Pripovedi, novele, črtice (izbor)
- 1883: Uradnikova smrt (rus. Смерть чиновника)
- 1887: Poljub (rus. Поцелуй)
- 1888: Zaspala bi rada (tudi Zaspanost; rus. Спать хочется)
- 1888: Lepotici (rus. Красавицы)
- 1888: God (rus. Именины)
- 1888: Napad (rus. Припадок)
- 1888: Stava (rus. Пари)
- 1889: Kneginja (rus. Княгиня)
- 1890: Tatovi (rus. Воры)
- 1890: Gusev (rus. Гусев)
- 1891: Ženske (rus. Бабы)
- 1891: Žena (rus. Жена)
- 1894: Rothschildova violina (rus. Скрипка Ротшильда)
- 1895: Soproga (rus. Супруга)
- 1895: Ariadna (rus. Ариадна)
- 1895: Umor (rus. Убийство)
- 1895: Ana na vratu (rus. Анна на шее)
- 1896: Hiša z mezaninom (rus. Дом с мезонином)
- 1897: Kmetje (rus. Мужики)
- 1897: V domačem kraju (rus. В родном углу)
- 1897: Pečeneg (rus. Печенег)
- 1897: Na vozu (rus. На подводе)
- 1898: Jonič (rus. Ионыч)
- 1898: Človek v lupini (rus. Человек в футляре)
- 1898: Kosmulja (rus. Крыжовник)
- 1898: O ljubezni (rus. О любви)
- 1898: Primer iz prakse (rus. Случай из практики)
- 1898: Dušica (rus. Душечка)
- 1898: Nova vila (rus. Новая дача)
- 1899: Dama s psičkom (rus. Дама с собачкой)
- 1899: V grapi (rus. В овраге)
- 1903: Nevesta (rus. Невеста)

### Drugo
- 1890: Iz Sibirije (Aufzeichnungen; rus. Из Сибири)
- 1893: Otok Sahalin (rus. Остров Сахалин)

## Splošni in navajani viri
- Allen, David (2002). Performing Chekhov. London: Routledge. doi:10.4324/9780203019504. ISBN 978-0-203-01950-4. OCLC 559297281 – prek Internet Archive.
- Bartlett, Rosamund, ur. (2004). Anton Chekhov: A Life in Letters. Prevod: Bartlett, Rosamund; Phillips, Anthony. London: Penguin Books. ISBN 978-0-14-044922-8. OCLC 1131582937.
- Bartlett, Rosamund (2004). Chekhov: Scenes from a Life. London: Free Press. ISBN 978-0-7432-3074-2. OCLC 632112773 – prek Internet ARchive.
- Benedetti, Jean, ur. (1997). Dear Writer, Dear Actress: The Love Letters of Olga Knipper and Anton Chekhov. Prevod: Benedetti, Jean. Hopewell, N.J.: Ecco Press. ISBN 978-0-88001-550-9. OCLC 891822370 – prek Internet Archive.
- Benedetti, Jean, Stanislavski: An Introduction, Methuen Drama, 1989 edition, ISBN 978-0-413-50030-4
- Bloom, Harold (2002). Genius: A Mosaic of One Hundred Exemplary Creative Minds. New York: Warner Books. ISBN 978-0-446-69129-1. OCLC 1285554573.
- Borny, Geoffrey, Interpreting Chekhov, ANU Press, 2006, ISBN 1-920942-68-8, free download
- Chekhov, Anton (2004). About Love and Other Stories. Prevod: Bartlett, Rosamund. Oxford & New York: Oxford University Press. ISBN 978-0-19-280260-6. OCLC 252643218 – prek Internet Archive.
- Chekhov, Anton, The Undiscovered Chekhov: Fifty New Stories, translated by Peter Constantine, Duck Editions, 2001, ISBN 978-0-7156-3106-5
- Chekhov, Anton Pavlovich (2004) [1920]. Letters of Anton Chekhov. Prevod: Garnett, Constance. Project Gutenberg. OCLC 746986995.  ebooks also available at OCLC 647111461 and 647103583
- Chekhov, Anton, Easter Week, translated by Michael Henry Heim, engravings by Barry Moser, Shackman Press, 2010
- Chekhov, Anton (1991). Forty Stories. Prevod: Payne, Robert. New York City: Vintage Classics. ISBN 978-0-679-73375-1.
- Chekhov, Anton, Letters of Anton Chekhov to His Family and Friends with Biographical Sketch, translated by Constance Garnett, Macmillan, 1920. Full text at Gutenberg.. Retrieved 16 February 2007.
- Chekhov, Anton, Note-Book of Anton Chekhov, translated by S. S. Koteliansky and Leonard Woolf, B.W. Huebsch, 1921. Full text at Gutenberg.. Retrieved 16 February 2007.
- Chekhov, Anton, The Other Chekhov, edited by Okla Elliott and Kyle Minor, with story introductions by Pinckney Benedict, Fred Chappell, Christopher Coake, Paul Crenshaw, Dorothy Gambrell, Steven Gillis, Michelle Herman, Jeff Parker, Benjamin Percy, and David R. Slavitt. New American Press, 2008 edition, ISBN 978-0-9729679-8-3
- Chekhov, Anton, Seven Short Novels, translated by Barbara Makanowitzky, W. W. Norton & Company, 2003 edition, ISBN 978-0-393-00552-3
- Clyman, T. W. (Ed.).  A Chekhov companion. Westport, Ct: Greenwood Press, (1985). ISBN 9780313234231
- Finke, Michael C., Chekhov's 'Steppe': A Metapoetic Journey, an essay in Anton Chekhov Rediscovered, ed Savely Senderovich and Munir Sendich, Michigan Russian Language Journal, 1988, OCLC 17003357
- Finke, Michael C., Seeing Chekhov: Life and Art, Cornell UP, 2005, ISBN 978-0-8014-4315-2
- Gerhardie, William, Anton Chekhov, Macdonald, (1923) 1974 edition, ISBN 978-0-356-04609-9
- Gorky, Maksim, Alexander Kuprin, and I.A. Bunin, Reminiscences of Anton Chekhov, translated by S. S. Koteliansky and Leonard Woolf, B.W.Huebsch, 1921. Read at eldritchpress.. Retrieved 16 February 2007.
- Gottlieb, Vera, and Paul Allain (eds), The Cambridge Companion to Chekhov, Cambridge University Press, 2000, ISBN 978-0-521-58917-8
- Jackson, Robert Louis, Dostoevsky in Chekhov's Garden of Eden – 'Because of Little Apples', in Dialogues with Dostoevsky, Stanford University Press, 1993, ISBN 978-0-8047-2120-2
- Klawans, Harold L., Chekhov's Lie, 1997, ISBN 1-888799-12-9.  About the challenges of combining writing with the medical life.
- Malcolm, Janet (2004) [2001]. Reading Chekhov, a Critical Journey. London: Granta Publications. ISBN 9781862076358. OCLC 224119811.
- Miles, Patrick, ur. (1993). Chekhov on the British Stage. New York, NY: Cambridge Univ. Press. ISBN 978-0-521-38467-4. OCLC 26363574 – prek Internet Archive.
- Nabokov, Vladimir, Anton Chekhov, in Lectures on Russian Literature, Harvest/HBJ Books, [1981] 2002 edition, ISBN 978-0-15-602776-2.
- Pitcher, Harvey, Chekhov's Leading Lady: Portrait of the Actress Olga Knipper, J Murray, 1979, ISBN 978-0-7195-3681-6
- Power, Arthur; Joyce, James (1974). Conversations with James Joyce. London: Millington. ISBN 978-0-86000-006-8. Republished in 2012 as an ebook: OCLC 817895885
- Prose, Francine, Learning from Chekhov, in Writers on Writing, ed. Robert Pack and Jay Parini, UPNE, 1991, ISBN 978-0-87451-560-2
- Rayfield, Donald (1997). Anton Chekhov: A Life. London: HarperCollins. ISBN 9780805057478. OCLC 654644946 and 229213309.
- Sekirin, Peter. "Memories of Chekhov: Accounts of the Writer from His Family, Friends and Contemporaries," MacFarland Publishers, 2011, ISBN 978-0-7864-5871-4
- Simmons, Ernest Joseph (1970) [1962]. Chekhov: A Biography. Chicago: University of Chicago Press. ISBN 9780226758053. OCLC 682992.
- Speirs, L. Tolstoy and Chekhov. Cambridge, England: University Press, (1971), ISBN 0521079500
- Stanislavski, Constantin, My Life in Art, Methuen Drama, 1980 edition, ISBN 978-0-413-46200-8
- Styan, John Louis (1981). Modern Drama in Theory and Practice. Cambridge: Cambridge University Press. ISBN 978-0-521-23068-1. OCLC 752009093 – prek Internet Archive.
- Troyat, Henri, Chekhov, London: Macmillan, 1987, ISBN 978-0-33344-141-1
- Wood, James (2000) [1999]. »What Chekhov Meant by Life«. The Broken Estate: Essays in Literature and Belief. New York, NY: Modern Library. ISBN 9780804151900. OCLC 863217943.
- Zeiger, Arthur, The Plays of Anton Chekhov, Claxton House, Inc., New York, NY, 1945.
- Tufarulo, G, M., La Luna è morta e lo specchio infranto. Miti letterari del Novecento, vol.1 – G. Laterza, Bari, 2009– ISBN 978-88-8231-491-0.